# جاكي بيترز
جاكي بيترز (مواليد 13 ديسمبر 1969) هو لاعب كرة قدم. يلعب مع منتخب بلجيكا لكرة القدم. سبق له أن لعب في كأس العالم لكرة القدم مع منتخب بلاده.

## روابط خارجية
- جاكي بيترز على موقع الاتحاد الدولي (مؤرشف)  (الإنجليزية)
- جاكي بيترز على موقع الاتحاد البلجيكي (الإنجليزية)
- جاكي بيترز على موقع قاعدة بيانات كرة القدم.إي يو (الإنجليزية)
- جاكي بيترز على موقع بيانات كرة القدم. دي إي (الألمانية)
- جاكي بيترز على موقع ناشيونال فوتبول تيمز (الإنجليزية)
- جاكي بيترز على موقع Soccerway.com (الإنجليزية)
- جاكي بيترز على موقع عالم كرة القدم.نت (الإنجليزية)